# Comitê de Salvação Pública

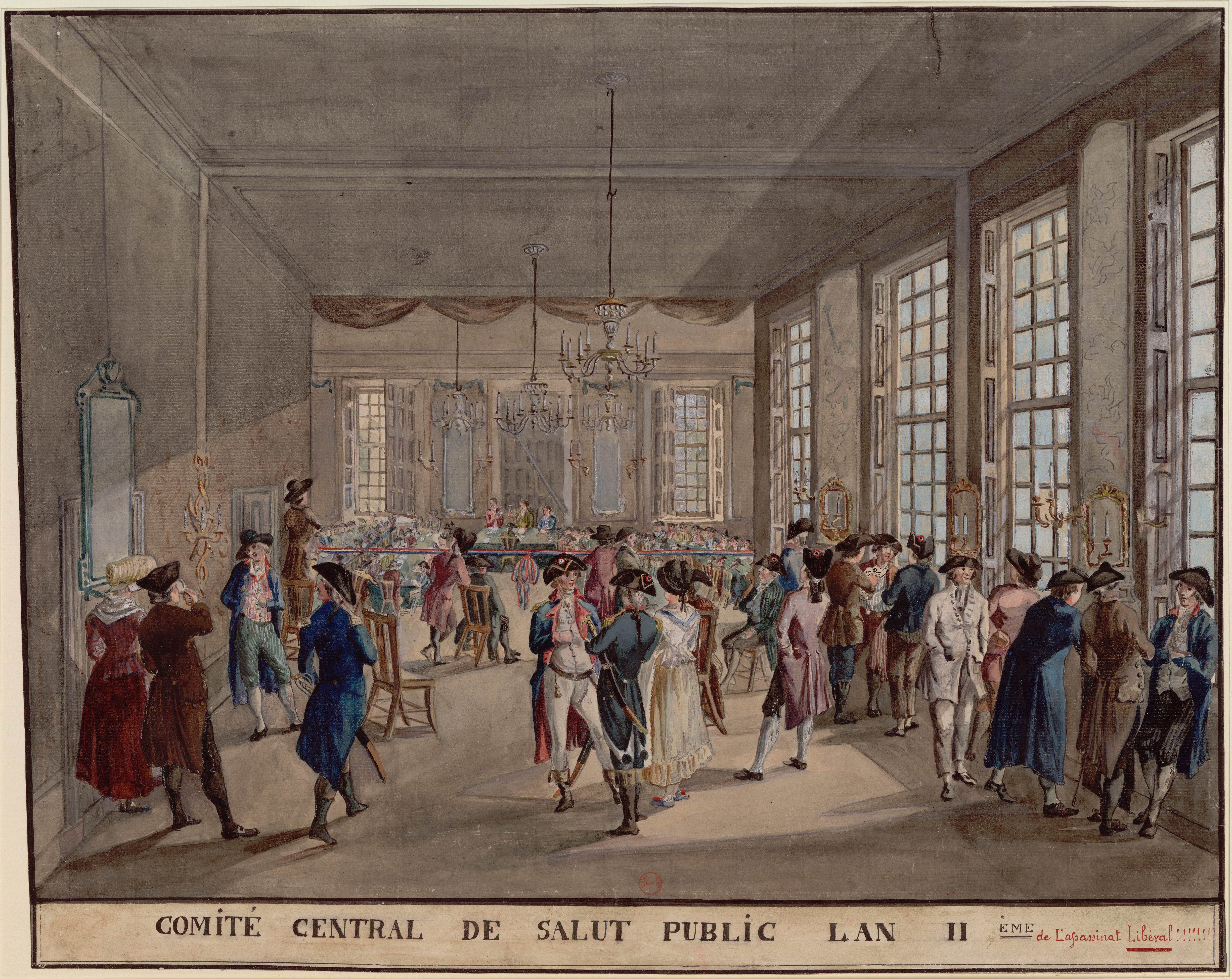
Comité de salut public

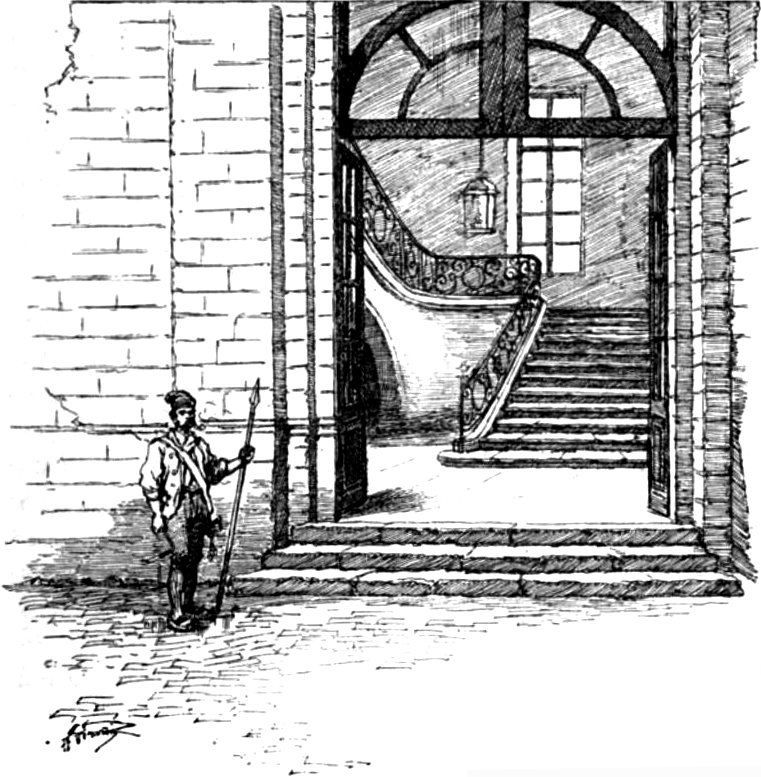
Entrada do Comitê de Salvação Pública.

O Comitê de Salvação Pública (em francês: Comité de salut public), formou o governo provisório na França, liderado principalmente por Maximilien de Robespierre, durante o Reinado do Terror (1793–1794), uma fase da Revolução Francesa. Complementando o Comitê de Defesa Geral criado após a execução do rei Luís XVI em janeiro de 1793, o Comitê de Segurança Pública foi criado em abril de 1793 pela Convenção Nacional e reestruturado em julho de 1793. Foi encarregado de proteger a nova república contra seus estrangeiros e inimigos domésticos, lutando contra a Primeira Coalizão e a revolta da Vendéia. Como medida de tempo de guerra, o comitê recebeu amplos poderes de supervisão e administração sobre as forças armadas, o judiciário e o legislativo, bem como sobre os órgãos executivos e ministros da Convenção.
À medida que o comitê levantou a defesa contra a coalizão monarquista de nações europeias e forças contra-revolucionárias dentro da França, tornou-se cada vez mais poderoso. Em dezembro de 1793, a Convenção conferiu formalmente o poder executivo ao comitê. Entre agosto de 1793 e julho de 1794, o poder do comitê atingiu níveis ditatoriais ao organizar o Reinado do Terror. Entre os membros, o radical jacobino Maximilien Robespierre emergiu como um líder. Após a prisão e execução das facções rivais de Hebertistas e dantonistas, o sentimento na Convenção, eventualmente, voltou-se contra Robespierre, que foi executado em julho de 1794. Na seguinte Reação Termidoriana, a influência do comitê diminuiu e foi abolido em 1795.
Durante a guerra da independência americana, os patriotas americanos formaram comitês de segurança. Esse foi um importante precedente recente de uma revolução republicana, bem conhecido dos revolucionários franceses.